# Hilda Pérez Carvajal
Hilda Pérez Carvajal   (Cumaná, 11 de maig de 1945 - Caracas, 19 de juliol de 2019) va ser una biòloga immunòloga veneçolana, que va treballar en el camp de la parasitologia. Hilda Antonieta Pérez Carvajal, coneguda en el món científic com Hilda A. Perez, va ocupar un lloc significatiu en la ciència veneçolana i internacional.

## Formació acadèmica
El 1961, Hilda A. Pérez ingressa a l'Escola de Biologia de la Facultat de Ciències de la Universitat Central de Veneçuela (UCV) i obté el títol de Llicenciada en Biologia el 1967. Destaca el seu treball especial de grau: Anàlisi químic del bacteriòfag C, el qual va ser guardonat en la primera edició del Premi de la Societat Veneçolana de Microbiologia per a Estudiants.
S'exerceix com a docent temporal en la Universitat dels Andes (ULA), l'Institut Pedagògic de Caracas i la UCV.
El 1971 obté una beca del Consell Nacional d'Investigacions Científiques i Tecnològiques (CONICIT) per fer estudis de doctorat al National Institute for Medical Research (Mill Hill, Londres) sota la direcció dels investigadors Ron Smither i Roland Ferry. El 1974 obté el títol de PhD amb el treball: Investigation on the Mechanism of Protective Immunity to Schistosoma mansoni in the laboratory rat. En aquest treball proposa un nou mètode per avaluar la immunitat adquirida contra la esquistosomiasi experimental.
Torna a Veneçuela i s'incorpora a l'Institut Veneçolà d'Investigacions Científiques (IVIC). El 1976 viatja a Suïssa, amb el patrocini de l'Organització Mundial de la Salut (OMS) per rebre entrenament especialitzat en el Inmunology and Research Training Center de la Universitat de Lausanne, Suïssa.

## Contribucions
El treball en leishmaniosi d'Hilda A, Pérez i el seu equip van demostrar la importància de la susceptibilitat genètica de l'hoste en les manifestacions clíniques de la leishmaniosi cutània experimental. Per a això, va desenvolupar amb el seu equip diversos models de la malaltia en ratolins genèticament idèntics, infectats amb leishmània del Nou Món, com Leishmania mexicana i Leishmania braziliensis, sent pionera en desenvolupar models experimentals amb leishmànies de les Amèriques .
El 1987, Hilda A. Pérez canvia la seva línia de treball en leishmaniosi, i obre un nou front d'estudi en la immunologia de la malària, malaltia que, en aquell moment reemergia a Veneçuela i per a la qual no existia una estructura de recerca consolidada. Pérez va seleccionar al Plasmodiun vivax, el més difícil d'estudiar de tots els paràsits que causen malària en humans (a més de ser l'agent causal de més de 70% dels casos de paludisme a Veneçuela i Amèrica Llatina). La producció d'hibridomes per produir anticossos monoclonals per a molècules específiques de les diferents etapes de la P. vivax, la síntesi de pèptids i la incorporació de metodologies de biologia molecular (com el modelatge molecular), van ser la base necessària per iniciar estudis amb un enfocament interdisciplinari, fomentat la cooperació amb investigadors nacionals i estrangers. La iniciativa va generar diverses publicacions en revistes d'impacte.
Com a investigadora reconeguda en el camp de la malària, Hilda A. Pérez, va formar part d'importants comitès internacionals (Vegeu distincions).

## Investigació
Després del seu doctorat, torna a Veneçuela el 1975 i s'integra a l'equip docent i de recerca del Dr. José Vicente Scorza a la Facultat de Ciències de la Universitat dels Andes (ULA). Va continuar els treballs sobre la immunologia de la esquistosomiasi.També va participar en diversos estudis de camp sobre la leishmaniosi dirigits pel metge tropicalista José Witremundo Torrealba que assessorava el postgrau en Parasitologia de la ULA.
El 1976, torna a Caracas i s'incorpora a el cos d'investigadors del Centre de Microbiologia i Biologia Cel·lular de l'Institut Veneçolà d'Investigacions Científiques (IVIC), on va començar a treballar en leishmaniosi. El 1978 funda, junt amb el seu col·lega Italo Cesari el Laboratori de Inmunoparasitología al IVIC. Durant cinc anys treballa activament en aspectes de la immunologia de l'esquistosomiasi, generant un nom important de publicacions. En els anys següents i fins al 1986, el seu treball s'orienta a l'estudi de la leishmaniosi cutània americana. El seu enfocament metodològic la porta a emprendre estudis del Trypanosoma venezuelense, Taenia solium, i la toxoplasmosi.
Aquesta experiència la porta a dedicar-se a l'estudi d'una altra malaltia que ocupa el primer lloc entre les malalties transmissibles a nivell mundial, la malària per Plasmodium vivax. Pérez selecciona el Plasmodiun vivax, el més difícil d'estudiar de tots els paràsits que causen malària en humans de Veneçuela. A més és l'agent causal de més de 70% dels casos de paludisme a Veneçuela i Amèrica Llatina.
Hilda A. Pérez va ser investigadora Titular d'l'Institut Veneçolà d'Investigacions Científiques (IVIC), cap de Centre de Microbiologia i Biologia Cel·lular de l'IVIC, docent en el postgrau d'Immunologia del Centre d'Estudis Avançats de l'IVIC i en els postgraus de Parasitologia (Facultat de Medicina) de la UCV i Protozoologia de la Universitat dels Andes.

## Publicacions destacades
Va publicar més de 100 articles en revistes científiques, capítols en llibres i 168 publicacions en memòries de congressos nacionals i internacionals. Algunes de les seves publicacions més rellevants són:
- Pérez, H.A; Terry, RJ «The killing of adult Schistosoma mansoni in vitro in the presence of antisera to host antigenic determinants and peritoneal cells» (en anglès). Int J Parasitol, 3(4), 1973, pàg. 499‐503. DOI: 10.1016/0020-7519(73)90046-5.
- Pérez, H.A; Smithers, S.R «Schistosoma mansoni in the rat: the adherence of macrophages to schistosomula in vitro after sensitization with immune serum» (en anglès). Int J Parasitol, 7(4), 1977, pàg. 315‐320. DOI: 10.1016/0020-7519(77)90040-6.
- Pérez, H.A; Bolívar, J «Lymph node cell responsiveness in BALB/c mice infected with Leishmania mexicana» (en anglès). Mem Inst Oswaldo Cruz, 80(2), 1985, pàg. 135‐140. DOI: 10.1590/s0074-02761985000200002.
- Pérez, H.A; Bolívar, J «Depressed mixed lymphocyte responses in chronic experimental cutaneous leishmaniasis» (en anglès). Acta Cient Venez, 36(3-4), 1985, pàg. 243-246. PMID: 2944338.
- Pérez, H.A; Henríquez, M; De la Rosa, M «Activación de celulas supresoras de la respuesta de hipersensibilidad tardia en ratones BALB/c infectados o vacunados con Leishmania mexicana pifanoi» (en castellà). Mem Inst Oswaldo Cruz, 80(4), 1985, pàg. 429‐438. DOI: 10.1590/s0074-02761985000400008.
- Pérez, H.A; De la Rosa, M; Apitz, R «In vivo activity of ajoene against rodent malaria» (en anglès). Antimicrob Agents Chemother, 38(2), 1994, pàg. 337‐339. DOI: 10.1128/aac.38.2.337.
- Pérez, H.A; Wide, A; Bracho, C; De la Rosa, M «Plasmodium vivax: detection of blood parasites using fluorochrome labelled monoclonal antibodies» (en anglès). Parasite Immunol, 17(6), 1995, pàg. 305‐312. DOI: 10.1111/j.1365-3024.1995.tb00896.x.
- Pérez, H.A; Postigo, M; Mendoza-León, A «Malaria diagnosis by the polymerase chain reaction: a field study in south-eastern Venezuela» (en anglès). Trans R Soc Trop Med Hyg, 92(5), 1998, pàg. 509‐511. DOI: 10.1016/s0035-9203(98)90893-8.
- Pérez, H.A; De la Rosa, M; Bolívar, J «Infección por Toxoplasma gondii en Amerindios de la selva amazónica de Venezuela» (en castellà). Medicina (Buenos Aires), 59(6), 1999, pàg. 759‐762. PMID: 10752222.
- Pérez, H.A; Bracho, C; Dunia, I; Romano, M; De la Rosa, M «Caveolins and flotillin-2 are present in the blood stages of Plasmodium vivax» (en anglès). Parasitol Res, 99(2), 2006, pàg. 153‐159. DOI: 10.1007/s00436-006-0139-6.
- Pérez, H.A; Serrano, M.L; Medina, J.D «Structure of C-terminal fragment of merozoite surface protein-1 from Plasmodium vivax determined by homology modeling and molecular dynamics refinement» (en anglès). Bioorg Med Chem, 14(24), 2006, pàg. 8359‐8365. DOI: 10.1016/j.bmc.2006.09.005.
- Pérez, H.A; Vizzi, E; Bastidas, G; Hidalgo, M; Colman «Prevalence and molecular characterization of G6PD deficiency in two Plasmodium vivax endemic areas in Venezuela: predominance of the African A-(202A/376G) variant» (en anglès). Malar J., Gener 2016, 2016, pàg. 15-19. DOI: 10.1186/s12936-015-1069-5.

## Docència
Membre Fundadora del Postgrau en Protozoologia de la Universitat dels Andes, Nucli Universitari «Rafael Rangel», 1984.
Docent regular del Postgrau d'Immunologia. Centre d'Estudis Avançats, IVIC.
Docent regular del Postgrau en Microbiologia. Curs bàsic de Parasitologia.
Col·laboradora del Postgrau Nacional de Parasitologia. Universitat Central de Veneçuela.
Docent del Postgrau en Protozoologia, Universitat dels Andes, ULA. NURR.
Hilda A. Pérez va ser una docent activa organitzant i dictant nombrosos cursos a Veneçuela i Amèrica Llatina sempre en les d'àrees de la biologia de microorganismes i la inmunomicrobiologia, amb èmfasi en els paràsits unicel·lulars.

## Distincions
- Ordre Rafael Rangel al Mèrit Científic, 1995.
- Fellow Royal Society of Tropical Medicine and Hygiene per elecció. Londres, 1996.
- Premi Fondo Pro-Salud 1998-2000, atorgat per CAVEFACE pel Projecte Desenvolupament d'una prova epidemiològica per al diagnòstic de la màlaria per P. vivax.
- Investigadora Emèrita del IVIC.
- Premi Dones en Ciència, en la seva primera edició, atorgat per l'Acadèmia de Ciències Físiques, Matemàtiques i Naturals (ACFIMAN), 2013.
- Consultoria Científica Internacional.
- WHO. Assessora temporal. Programa de reforç institucional, 1997.
- WHO (WHO/HQ). Membre del Comité Científic d'Inmunologia de Malaria (IMMAL). Programa d'Investigació sobre Malalties Tropicals (WHO/TDR), 1994-1995.
- WHO/PAHO. Membre del Comité d'Experts convocats al taller Avaluació de l'Eficàcia Terapéutica dels Medicaments per al Tractament del Paludisme (The Assessment of Therapeutic Efficacy of Antimalarial Drugs in South America). Manaus, 1998.
- WHO/PAHO. Membre del Comité d'Experts nomenats per l'OPS/OMS per a revistar el protocol d'avaluació de la resistència del Plasmodium vivax als medicaments antimalàrics en Centre i Sud América, 2000.
- WHO/PAHO. Asessora temporal. Elaboració de document sobre la resistència als antimalàrics en les Amèriques. Washington, 2000.
- WHO. Convidada al taller sobre Good Laboratory Practices (GLP), auspiciat per WHO/TDR/Universidad del Valle. Programa Fortalecimiento a los países en desarrollo en las buenas prácticas de laboratorio que guían y sustentan la evaluación de productos y pruebas preclínicas relevantes a sus enfermedades endémicas, 2000.
- WHO/PAHO. Asessora temporal. Creació de la Xarxa Llatinoamericana per a la Fàrmac-Vigilància de la malària. Bahia, 2001.
- Convidada a la primera reunió mundial sobre malària per P. vivax (Vivax malaria research: 2002 and beyond), Bangkok- Tailandia, auspiciada per MIM (Multilateral Initiative on Malaria), Roll Back Malaria/WHO, Wellcome Trust, Armed Forces Research Institute of Medical Sciences (USA), 2002.
- Convidada a la reunió Update on Development of Vaccine against Plasmodium vivax Malaria. WHO/MALVAC/2005. The Initiative for Vaccines Research. Colòmbia, 2005.
- WHO/PAHO. Participant com Experta Internacional en Taller regional sobre Epidemiologia Molecular de Malària, Facultad de Salut Pública de la Universidad Federal de São Paulo, Oficina Panamericana de la Salut. Brasil, juliol de 2005.
- WHO/PAHO. Participant com Experta Internacional en el Taller Regional sobre Malalties infeccioses. Boca Chica, del 8 al 10 de juny de 2005.
- Participant com Experta internacional a la primera reunió Building a Global Network & Developing a Plan Action: Malaria and Gender Workshop. Arusha, 2006.